# Les Trois-Domaines
Les Trois-Domaines là một xã trong vùng hành chính Lothringen, thuộc tỉnh Meuse, quận Bar-le-Duc, tổng Seuil-d'Argonne. Tọa độ địa lý của xã là 48° 58' vĩ độ bắc, 5° 17' kinh độ đông. Les Trois-Domaines nằm trên độ cao trung bình là 265 mét trên mực nước biển, có điểm thấp nhất là 237 mét và điểm cao nhất là 343 mét. Xã có diện tích 16,49 km² km², dân số vào thời điểm 1999 là 118 người; mật độ dân số là 7 người/km². Xã cách Metz khoảng 60 km và cách Paris khoảng 220 km.

## Thông tin nhân khẩu
| 1962 | 1968 | 1975 | 1982 | 1990 | 1999 |
| ---- | ---- | ---- | ---- | ---- | ---- |
| 147  | 145  | 104  | 116  | 119  | 118  |